# Ján Hummel
Ján Hummel, né le 1er août 1941, à Bratislava, en Tchécoslovaquie, est un ancien joueur tchécoslovaque de basket-ball.